# Rilipertus brevicauda
Rilipertus brevicauda är en stekelart som först beskrevs av Vladimir Ivanovich Tobias 1965.  Rilipertus brevicauda ingår i släktet Rilipertus och familjen bracksteklar. Inga underarter finns listade i Catalogue of Life.